# En privado
En privado è una raccolta di Cristiano Malgioglio.

## Tracce
1. En privado (In private)
2. Desahogo (duetto con Sylvie Vartan)
3. Los gitanes de oriente (duetto con Aida Cooper)
4. Carino mio, amiga mia
5. Tristes momentos
6. Clown
7. Avventuriero
8. Ex innamorati (duetto con Rita Pavone)
9. Non vivo senza te
10. La gelosia (duetto con Iva Zanicchi)
11. Cielo diverso
12. Amica (duetto con Milva)